# نيل تايغر فري
نيل تايغر فري (بالإنجليزية: Nell Tiger Free)‏ هي مغنية وممثلة بريطانية، ولدت في 13 أكتوبر 1999 في لندن في المملكة المتحدة.

## أعمال

### مسلسلات
- خادمة
- صراع العروش

## وصلات خارجية
- نيل تايغر فري على موقع IMDb (الإنجليزية)
- نيل تايغر فري على موقع ألو سيني (الفرنسية)
- نيل تايغر فري على موقع قاعدة بيانات الفيلم (الإنجليزية)
- نيل تايغر فري على موقع كينوبويسك (الروسية)